# Richard C. Taylor
Richard C. Taylor (* 29. August 1950) ist ein US-amerikanischer Philosophiehistoriker.
Taylor studierte Philosophie an der State University of New York at Buffalo und erwarb dort 1972 den B.A. Er setzte seine Studien an der Universität Toronto in Philosophie und Mediävistik fort und wurde 1982 mit einer Arbeit zum Liber de causis zum Ph.D. promoviert. Seither ist Taylor als Dozent an der Marquette University tätig, seit 2008 als Professor für Philosophie.
Taylors Forschungsschwerpunkte liegen in der Rezeption des Aristoteles und des Neuplatonismus in der islamischen Philosophie des Mittelalters und in der wechselseitigen Religionsgeschichte von Islam, Judentum und Christentum. Taylor hat zur Rezeption der aristotelischen Psychologie und Metaphysik vor allem im Werk des Averroes veröffentlicht. Zusammen mit Cristina D’Ancona Costa und Gerhard Endress arbeitet Taylor an der Edition und Übersetzung des Proclus Arabus und des Liber de causis.

## Schriften
- Averroes (Ibn Rushd) of Cordoba. Long Commentary on the De Anima of Aristotle. Translated with introduction and notes by Richard C. Taylor with Thérèse-Anne Druart. Yale University Press, New Haven 2009. Online-Rezensionen: Nadja Germann, Notre Dame Philosophical Reviews 2010.02.21, Taneli Kukkonen, Philosophy in Review Vol 30, No 1 (2010) 4-5.
- (Hrsg., mit Peter Adamson): The Cambridge Companion to Arabic Philosophy. Cambridge University Press, Cambridge 2004, online.
- The Liber de Causis (Kalām fī maḥḍ al-ḫayr). A Study of Medieval Neoplatonism. Diss. Toronto 1981 (enthält die kritische Edition des arabischen Textes mit englischer Übersetzung und Kommentar).